# Crocodylus anthropophagus
Crocodylus anthropophagus (досл.  крокодил-людожер) – вимерлий вид крокодилів родини Крокодилові, що мешкав в плейстоценовій Африці, 1,84 млн років тому.

## Опис

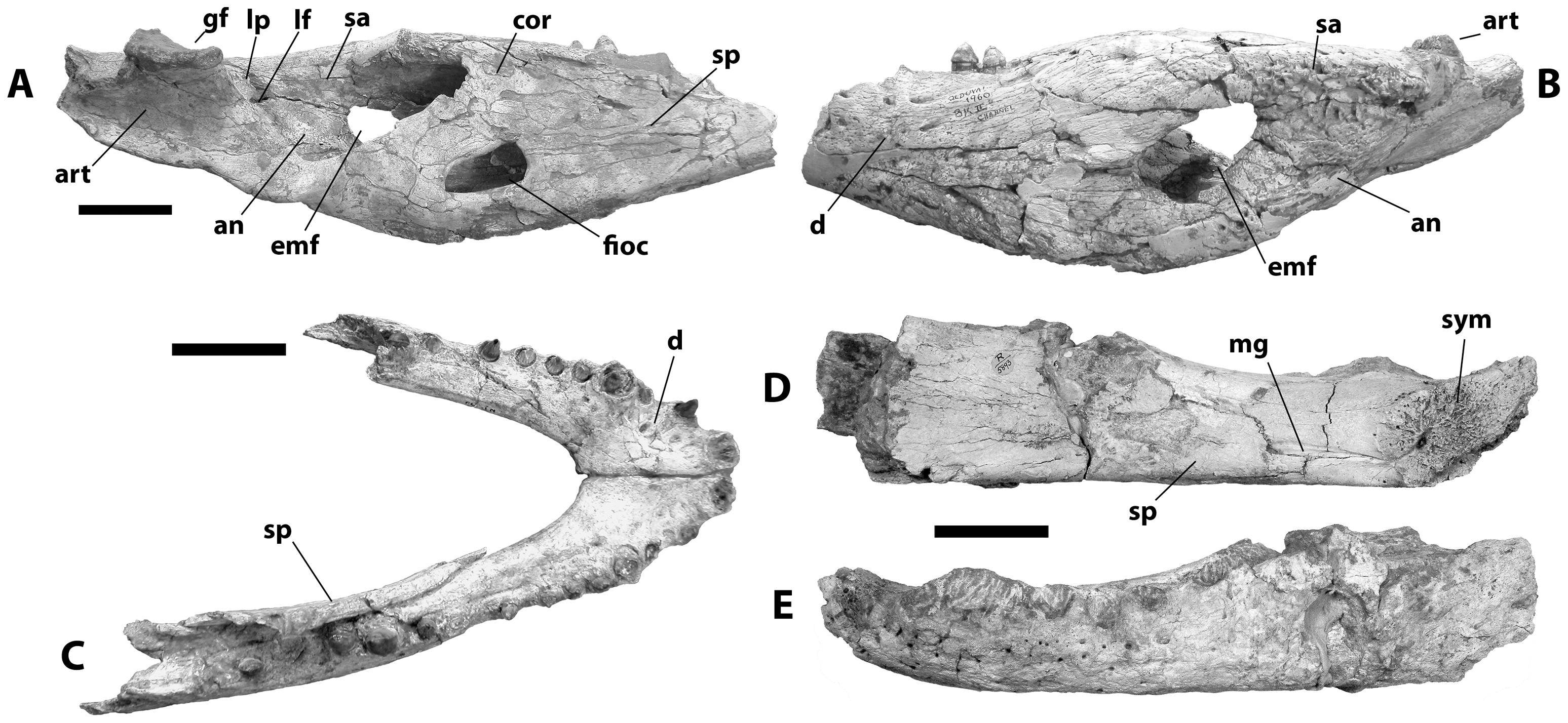
Рештки нижньої щелепи Crocodylus anthropophagus

Скам'янілі рештки у вигляді частково збереженого черепа і скелета були знайдені в Олдувайській ущелині, поряд з рештками предків людей, Homo habilis і Paranthropus boisei, на кістках яких збереглися сліди укусів цієї рептилії. 
За деякими ознаками, Crocodylus anthropophagus нагадував вимерлого мадагаскарського крокодила Voay robustus.